# Street Fighter IV
Street Fighter IV är den fjärde delen i Capcoms beat 'em up-spelserie Street Fighter. Spelet släpptes till arkad i Japan i slutet av juli 2008 innan det började konverteras till Xbox 360 och Playstation 3. I Europa började försäljningen av spelet den 20 februari 2009, till PC släpptes det i juli 2009. Spelet utvecklas av Capcoms japanska avdelning tillsammans med företaget Dimps, vars grundare varit med och utvecklat tidigare delar i fightingspelsserien.

## Betyg och mottagande
Från både fans av tidigare Street Fighter-spel och spelrecensenter har SFIV fått bra betyg och både grafiken, de nya karaktärerna, spelkontrollen och nyheter som Ultra Combos och Focus Attacks har lovordats. Kritiken har varit liten; främst är det svårighetsgraden, antal spellägen och handlingen som dragit ned betyget. Spelare utan HD-TV har dock varit kritiska till att vissa textrader har varit nästan oläsliga.

## Tillbehör till SFIV
Mad Catz fick äran att tillverka nya kontroller till spelets release. De skiljer sig från de ordinära Xbox 360-handkontrollerna. De saknar analog styrspak och har istället ett styrkors med bra precision. Kontrollerna har dessutom turbo-funktion och pryds av motiv som föreställer populära karaktärer från spelet. Den största nyheten var att Mad Catz även skulle tillverka arkadstickor. Standard Edition - den billigare varianten - och Tournament Edition, som är dyrare men erbjuder bättre kvalitet.

## Street Fighter IV-karaktärer
- Ryu
- Ken
- Chun-li
- E. Honda
- Blanka
- Zangief
- Guile
- Dhalsim
- Balrog (M. Bison i Japan)
- Vega (Balrog i Japan)
- Sagat
- M. Bison (Vega i Japan)

Nya karaktärer:
- Abel - från Frankrike som letar efter sin identitet efter en minnesförlust. Använder sig av MMA (mixed martial arts).
- Crimson Viper - agent från USA som slåss med en högteknologisk dräkt som avger elektriska stötar och eld
- Rufus - kung-fu-frälst amerikanskt fläskberg. Ämnar frånta Ken Masters dennes titel som USA:s främste fighter.
- El Fuerte - aspirerande kock från Mexiko som deltar för att samla recept från hela världen

Bossar och hemliga karaktärer:
- Seth, spelets slutboss
- Akuma (Gouki i Japan)
- Gouken

Konsol-exklusiva karaktärer:
- Dan
- Fei-Long
- Sakura
- Cammy
- Gen
- Rose

Karaktärer som har varit med i tidigare SFII-spel men utelämnats:
- Dee-Jay
- T. Hawk

## Övrigt
- Låtarna som varje karaktär hade i Street Fighter II har återanvänts, nu i mer modern tappning, till del fyra.
- Dan Hibiki är en skämtkaraktär och en parodi på Ryo Sakazaki från det rivaliserande SNK:s Art of Fighting. Ryo Sakazaki påminde alltför mycket om Ryu och Ken från SF. Istället för att stämma SNK, svarade Capcom med att skapa Dan.
- SFIV är den första riktigt ordentliga uppföljaren efter Street Fighter III.

### Fotnoter
1. ↑  How Street Fighter IV SAVED 2D Fighting Games (Ft. Maximilian Dood) (på engelska), Gamespot, läs online, läst: 29 september 2024.[källa från Wikidata]
2. ↑  Behold Street Fighter IV's New Look (på engelska), no value: 1059-1028, läs online, läst: 29 september 2024, ”despite the fancy-pants polygons, SF4 will be a 2d fighter.”.[källa från Wikidata]
3. 1 2  Steam, 12 september 2003, Steam-ID: 21660, läst: 31 mars 2022.[källa från Wikidata]
4. ↑  Hirohiko Niizumi (19 februari 2008). ”Street Fighter IV debuts in Japanese arcades 'late July'” (på engelska). Gamespot. http://www.gamespot.com/articles/street-fighter-iv-debuts-in-japanese-arcades-late-july/1100-6186201/. Läst 14 januari 2017.